# Macareux cornu
Vous lisez un « bon article » labellisé en 2018.
Fratercula corniculata
Espèce
Synonymes
- Mormon corniculata J.F. Naumann, 1821
(protonyme)

Statut de conservation UICN

 LC  : Préoccupation mineure
Le Macareux cornu (Fratercula corniculata) est une espèce pélagique d'oiseaux de mer de la famille des Alcidés présente dans l'océan Pacifique nord, notamment sur les côtes de l'Alaska, de la Sibérie ou de la Colombie-Britannique. Il vit principalement en colonies, avec d'autres Alcidés et se nourrit surtout de petits poissons.
Il se différencie notamment du Macareux moine (Fratercula arctica), l'un de ses plus proches cousins peuplant l'Atlantique Nord, par une « corne » de chair noire située au-dessus de l’œil, présente chez l'animal sexuellement mature. Il porte un plumage noir et blanc.
Aucune sous-espèce de Fratercula corniculata n'est distinguée : l'espèce est dite monotypique. Selon la liste rouge de l'UICN, le Macareux cornu est considéré comme de « préoccupation mineure », ses effectifs étant importants, bien qu'en possible déclin, et son aire de répartition étant très étendue.

## Description

### Morphologie

#### Caractéristiques générales
Le Macareux cornu a une longueur de 36 à 41 centimètres pour un poids moyen de 610 grammes, le rendant ainsi plus volumineux que son cousin le Macareux moine, qui vit principalement dans l'Atlantique Nord. Il mesure environ 20 centimètres de haut et possède une envergure approximative de 58 centimètres. Les pattes, les doigts et leur palmure sont de couleur orange.
Sur terre, à l'instar des autres macareux, Fratercula corniculata possède une posture droite, se tenant sur ses orteils. Il est également très agile sur la terre ferme, malgré une allure pataude. Les Macareux cornus peuvent vivre une vingtaine d'années, voire plus. En captivité, ils vivent moins longtemps et le régime alimentaire du poussin doit être complété avec des vitamines.

#### Plumage

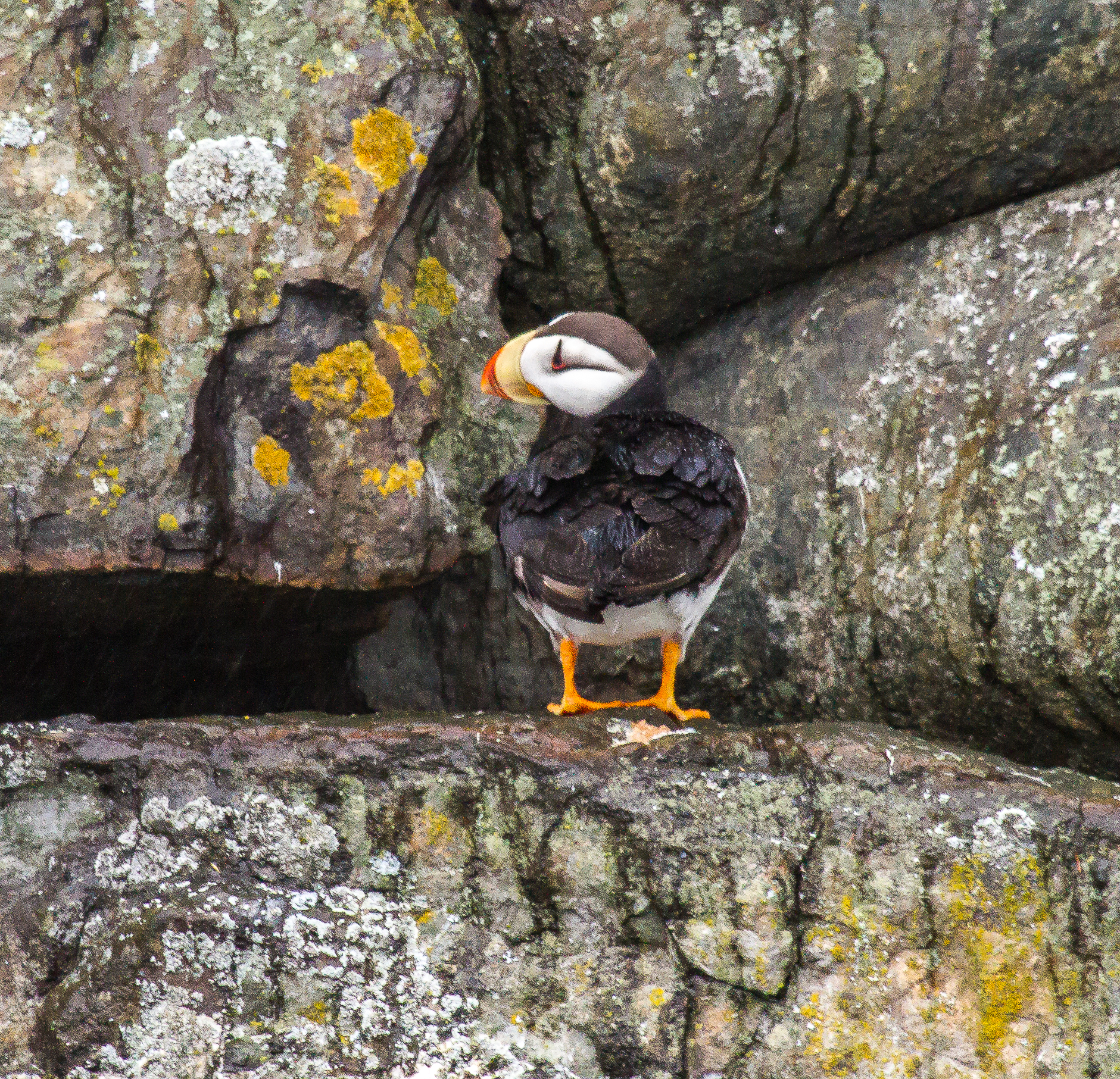
Fratercula corniculata vu de dos. On distingue sa queue.

Le plumage des Fratercula corniculata est noir sur la face dorsale et sur le sommet du crâne, alors que le contour des yeux et la face ventrale (gorge, flancs, ventre et poitrine) présente une teinte blanche. Les plumes rémiges, pennes et rectrices sont également de couleur noire. Comme de nombreux autres animaux et comme les autres macareux, il utilise la contre-illumination pour se camoufler de ses prédateurs à la fois terrestres, aériens et marins.
À l'instar de la majorité des oiseaux aquatiques, le plumage des Macareux cornus est imperméable, ce qui lui permet de plonger et lui évite un refroidissement trop important du corps. Cela est rendu possible par la disposition des plumes et la présence de glandes spécialisées au niveau des dernières vertèbres de la queue, les glandes uropygiennes. Celles-ci sécrètent un liquide graisseux et hydrophobe que le macareux étale sur son plumage avec son bec, lui permettant ainsi de flotter et d'éviter la noyade.

#### Tête
Son bec, plus grand comparé à ceux des autres membres du genre Fratercula, est rouge à sa pointe et jaune à sa base. Une fois que l'oiseau est devenu sexuellement mature, on observe l'apparition d'une petite « corne » charnue et noire au-dessus de l’œil, ce qui lui vaut ses noms scientifique et normalisé. Une fine rayure noire part de l’œil du Macareux cornu et se dirige vers l'occiput. Ses joues sont blanches et on observe la présence d'un barbillon charnu de couleur jaune situé proche de son bec. Sa langue et son palais présentent de petites épines lui permettant d'aligner plusieurs poissons dans son bec tout en continuant à chasser. S'il peut conserver ainsi en moyenne dix poissons, ce nombre peut augmenter jusqu’à atteindre soixante poissons dans son bec.
Le bec des macareux possède également des propriétés fluorescentes. Celles-ci lui servent notamment à attirer un partenaire du sexe opposé. En effet, les macareux peuvent voir des rayons ultraviolets, leur permettant ainsi de repérer la luminescence sur les becs des autres macareux lors de la parade nuptiale.

#### Variations
Durant la saison des amours, en été, la ramphotèque, partie visible du bec qui se renouvelle constamment, grossit et arbore des couleurs plus vives : un jaune vif pour la partie centrale et un orange plus sombre pour le bout du bec. Le plumage du dos, de la tête et de la queue s'assombrit également. La taille et la couleur du bec permettent d'attirer un partenaire. C'est également durant cette période qu’apparaît la corne charnue autour de l'anneau oculaire.
À la fin de l'été, les couleurs brillantes et la couche de kératine supplémentaire se perdent lors de la mue ; les pattes et le plumage deviennent ainsi plus ternes. Les joues des Fratercula corniculata prennent une teinte fuligineuse, qui rappelle la suie. Lors de cette période, les juvéniles ressemblent ainsi aux adultes, à l'exception du bec, qui reste très fin chez le jeune.

### Dimorphisme sexuel
Le Macareux cornu est une espèce monomorphique, c'est-à-dire que mâle et femelle ne présentent pas de différence visible à l’œil nu permettant de les distinguer. En effet, les plumages des deux sexes sont similaires, bien que certaines observations rapportent que les pattes et les ailes des mâles seraient légèrement plus grandes que celles des femelles selon les colonies. Néanmoins, ces différences sont surtout observées au sein d'une même colonie : il est possible qu'une femelle d'une colonie soit plus grande qu'un mâle d'une autre colonie.
Les deux sexes sont identiques à la naissance et il est nécessaire d'effectuer une prise de sang afin de déterminer le sexe d'un juvénile.

### Apparence du juvénile

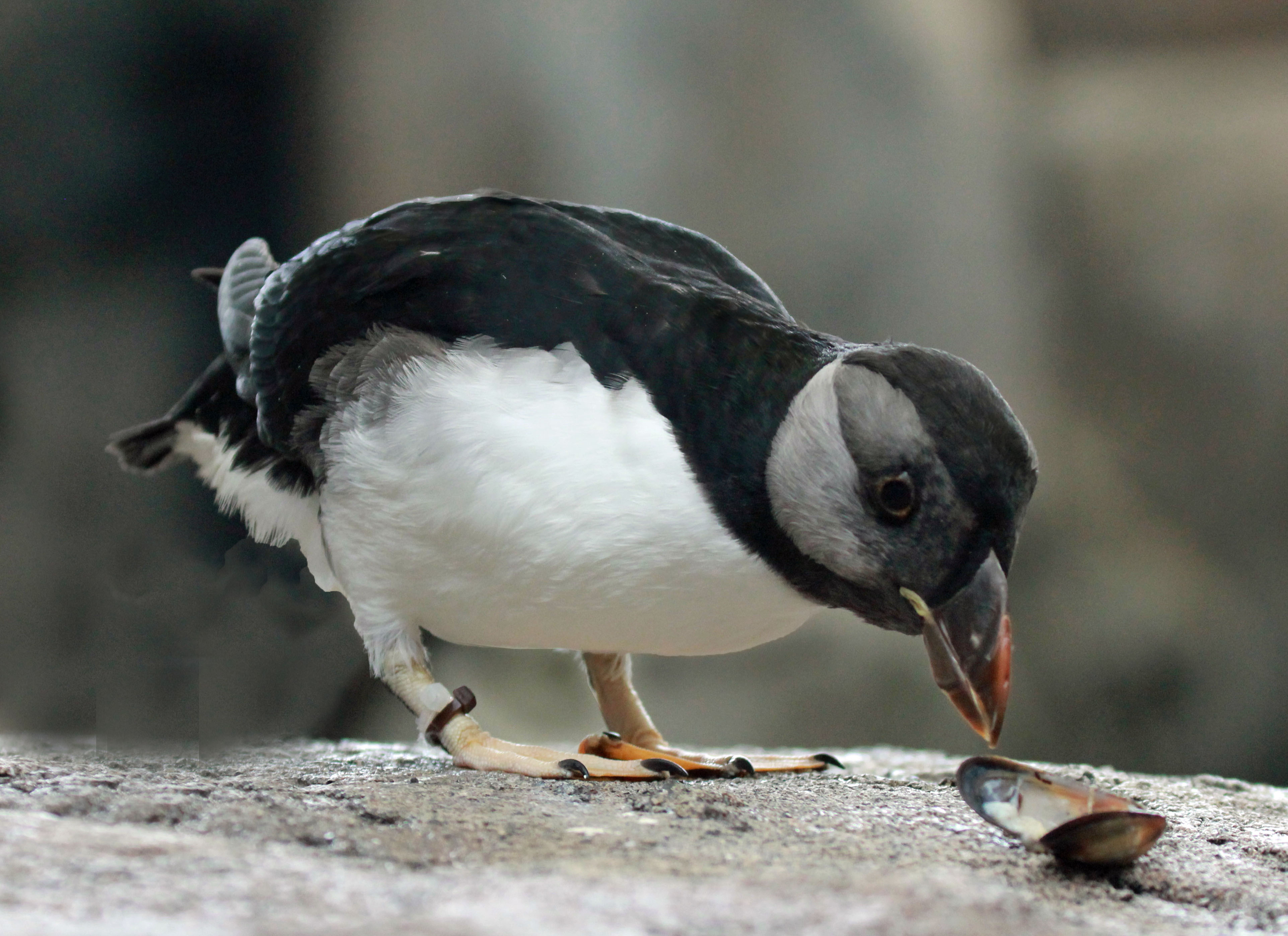
Un jeune Fratercula corniculata.

Le poussin du Macareux cornu présente des joues de couleur grise, plus fumées, ainsi qu'un bec plus fin, de forme triangulaire et intégralement noir. Les pattes sont, elles, plus rosâtres ou grisâtres. La taille des juvéniles est également inférieure à celle des adultes lors de l'envol du nid.

C'est au premier printemps que les jeunes Fratercula corniculata perdent leurs tâches grisâtres sur le visage et ressemblent ainsi plus aux adultes, à l'exception du bec, qui reste lui encore noir et triangulaire. Le bec obtient sa forme définitive au bout d'un an et continue à grandir ensuite au cours des années, pour que les couleurs soient les plus vives au bout de cinq ans, période à laquelle il devient sexuellement mature. Le poids et la taille définitive sont également acquis à cette même période.

## Comportement

### Chants et cris
Les Macareux cornus n'émettent qu'un nombre assez réduit de sons, la plupart du temps de faible puissance. Selon les observateurs, ces bruits gutturaux sont identifiés comme des roucoulements, des grondements ou des grognements. Le son le plus commun des macareux est généralement retranscrit par « arr-arr-arr », qui s’accélère lorsque l'animal est menacé, pour ressembler ensuite à « A-gaa-kah-kha-kha ». Ces bruits sont le plus souvent produits par les adultes et sont semblables à des mugissements longs, dont les tons varient, et sont décrits comme le « bruit lointain d'une tronçonneuse ».
Ces bruits sont rarement émis hors des périodes de reproduction et les macareux semblent relativement silencieux en mer. En effet, les observateurs stipulent que ces sons sont majoritairement utilisés pour courtiser un partenaire. Ces sons durant la saison des amours pourraient être retranscrits par « Op-op-op-op-op ».

### Locomotion

#### Techniques de vol

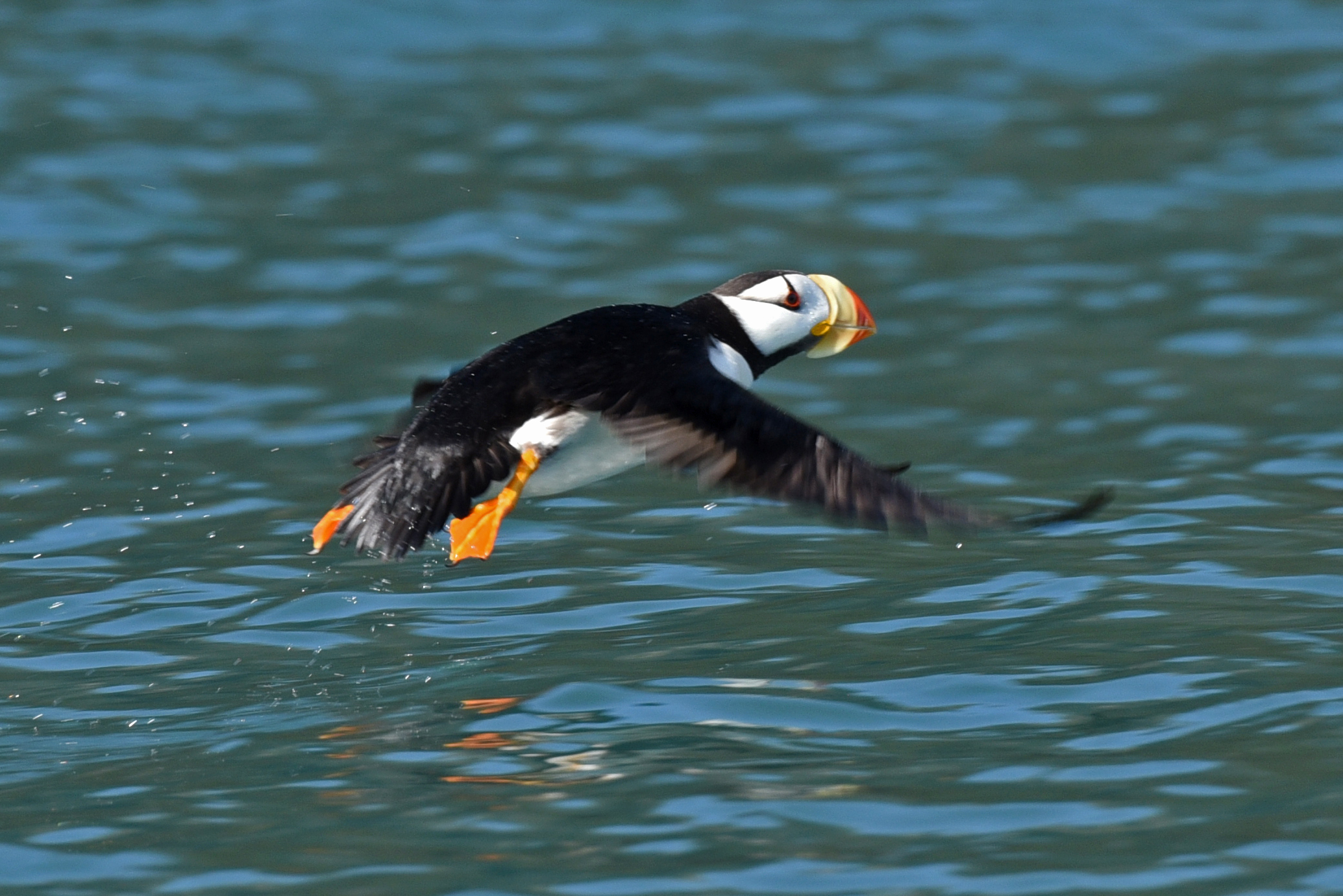
Un Macareux cornu volant au-dessus de l'océan.

Les Macareux cornus sont des animaux diurnes : ils chassent et sont actifs le jour. Afin de s'envoler, les Macareux cornus disposent de deux méthodes principales. La première consiste à se jeter du haut d'une falaise afin de prendre de l'élan, alors que la deuxième consiste à prendre de la vitesse au niveau de l'eau, dans un mouvement mimant la course, afin de pouvoir s'envoler. Les Macareux cornus volent de manière compacte, en orientant leur tête vers le bas. Ils volent également rapidement, souvent très haut par rapport au niveau de la mer. Les battements d'ailes sont constants, rapides et réguliers.
Lors de l’atterrissage, les Macareux cornus adoptent une posture spécifique, afin de prouver leur non-hostilité à leurs congénères. Les pattes sont légèrement écartées et les ailes encore étendues au-dessus de la tête du macareux, pendant quatre secondes environ, bien qu'il aurait eu le temps de les ranger. C'est une démonstration d’apaisement, une démarche visant à se faire accepter dans un groupe.

#### Sur la terre ferme
Lors de conflits, les Macareux cornus des deux sexes font béer leurs becs. Cette position, appelée « gaping », qui consiste à garder le bec entrouvert, la langue légèrement pendante et les plumes du dos dressées, est associée à une posture de menace, notamment lors de combats entre rivaux. Ce geste est souvent utilisé lors de l'atterrissage d'oiseaux près de la colonie. Des morsures peuvent s'ensuivre, mais le plus souvent, les deux opposants entrent en compétition, bec ouvert et le plus menaçant remporte la bataille.
Le développement des muscles des Fratercula corniculata, spécialisés dans la nage, est probablement à l'origine de la démarche pataude des macareux. La position de marche normale, ni droite, ni avachie, est utilisée sur les sols à densité faible, généralement autour d'un terrier.

#### En mer

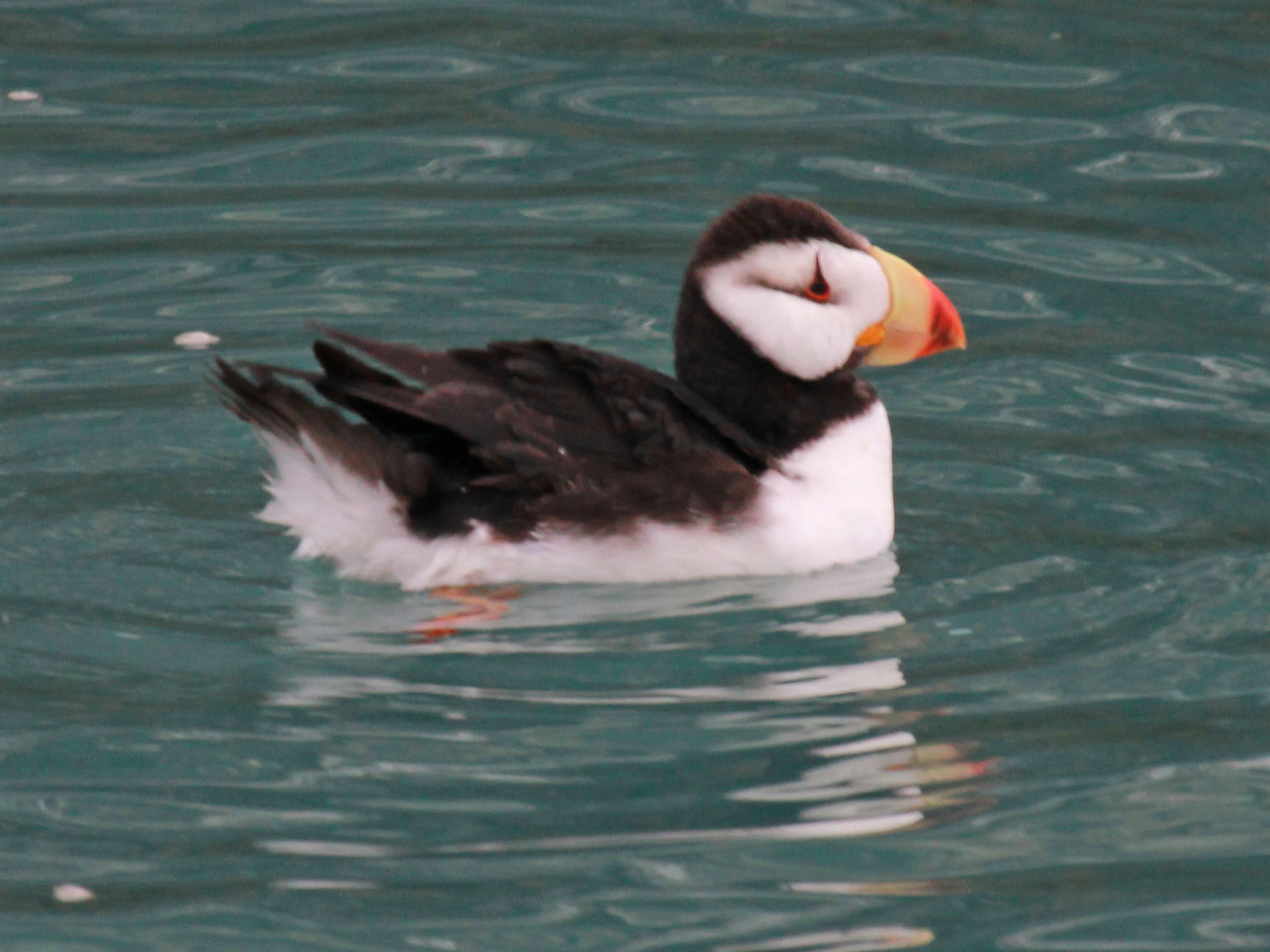
Un Macareux cornu flottant à la surface de l'eau.

Les Macareux cornus passent la moitié de leur temps sur l'eau. Les oiseaux se reposent principalement en mer, près des falaises, où ils font également leur toilette, grâce aux éclaboussures. Ils peuvent passer la nuit en mer, afin de garantir les meilleures zones de pêche le lendemain matin. Les colonies n'étant habitées que lors de la saison des amours, les macareux passent l'hiver au large, dispersés en petits groupes.
Les macareux sont extrêmement à l'aise sous l'eau, si bien que plutôt que de qualifier cela de nage, on parle de « vol sous-marin ». En effet, les ailes puissantes servent de rames et leurs pattes palmées ont le rôle d'un gouvernail. La pression de l'eau maintient les plumes collées au corps, donnant au macareux un profil aérodynamique.
Si les plongeons pour attraper les proies durent en général entre 20 et 30 secondes, les macareux peuvent facilement rester plus d'une minute sous l'eau.

### Alimentation et techniques de chasse
Les Macareux cornus adultes sont assez généralistes dans leur alimentation, se nourrissant aussi bien de poissons, de petits invertébrés, de crustacés, de vers polychètes ou de calmars. Ils se nourrissent également de petites algues ou de plantes marines. L'alimentation des poussins est beaucoup plus spécifique, ceux-ci se nourrissant uniquement de poissons pêchés à un ou deux kilomètres des côtes par les parents, essentiellement du lançon ou du capelan. Ces poissons sont distribués par les parents deux à six fois par jour. Contrairement à d'autres oiseaux utilisant la régurgitation pour nourrir leurs petits, les Macareux cornus donnent les poissons entiers à leurs poussins.
Afin de chasser les poissons dont il se nourrit, le Macareux cornu peut plonger jusqu'à 24 mètres de profondeur pour attraper sa proie, bien que la majorité de la pêche s'effectue à 15 mètres de profondeur. Le macareux chasse le plus généralement tôt le matin et plonge la tête sous l'eau dès l’amerrissage, afin de repérer un banc de poissons ou d'éventuels prédateurs aquatiques. Une fois la proie repérée, le macareux plonge à sa poursuite. Pour se nourrir avant de ramener les proies à la colonie, les macareux avalent généralement plusieurs petits poissons avant de commencer à en garder dans le bec. Ils ne prennent pas le temps de réajuster les poissons, capturés sous l'ouïe, afin de ne pas risquer la perte du butin.

### Reproduction et nidification

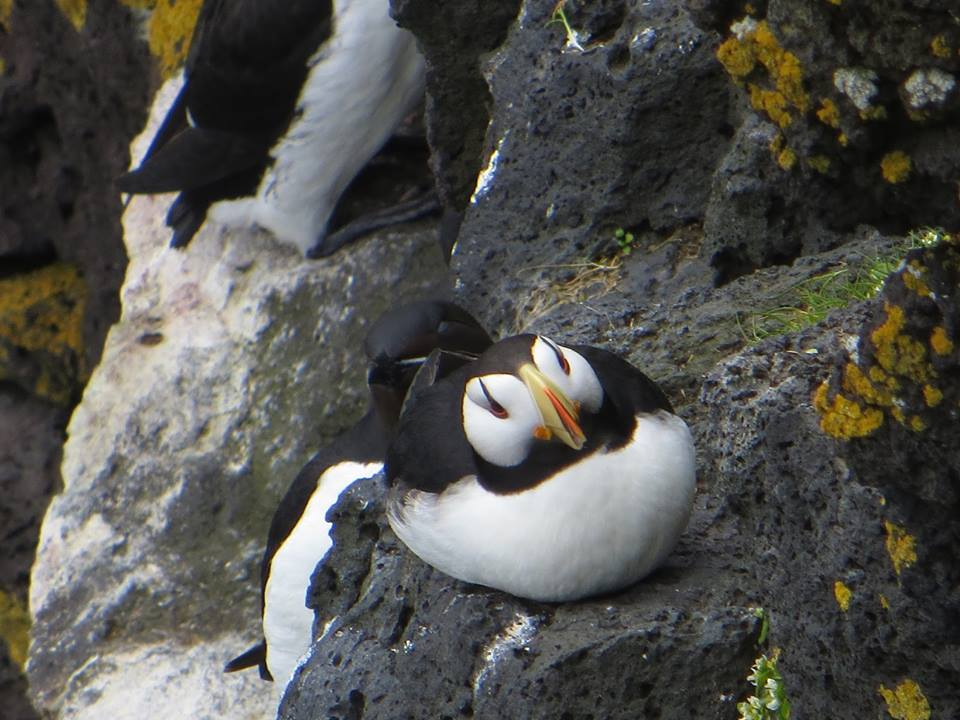
Macareux cornu en position de repos sur une corniche.

Chez Fratercula corniculata, la saison de reproduction est située entre mai et septembre, et l'âge de la première reproduction est généralement situé entre cinq et sept ans. Les couples formés par les Macareux cornus sont monogames. Chaque couple ne pond qu'un seul œuf par an, de manière synchrone avec les autres couples de la colonie : il n'existe que très rarement des décalages supérieurs à une semaine entre les couples d'une même colonie. Cet œuf est ovale, d'une couleur blanc cassé et présentant des reflets lavande, gris et marron. Les deux parents couvent l’œuf à tour de rôle durant 41 jours, et l'élevage du poussin dure pendant une quarantaine de jours au bout desquels le poussin quitte ensuite le nid seul et de nuit.
La parade nuptiale du Macareux cornu mâle consiste à surgir de l'eau, cou tendu. D'autres comportements de cour peuvent être observés, comme des mouvements saccadés de la tête, ou le « billing », pratique où les becs des deux macareux se touchent, aussi appelée bec-à-bec. Un léger mouvement de tête des deux partenaires confirme que les macareux deviennent un couple pour la vie. L'augmentation de la température des océans a pour conséquence sur les Macareux cornus une reproduction en hausse. Des glandes de stockage des spermatozoïdes des Fratercula corniculata ont été retrouvées au niveau de la région utérovaginale de femelles macareux, plus précisément dans la région de l'oviducte, suggérant le rôle important de ce dernier dans la sélection des spermatozoïdes lors de la course à l'ovule.
Les couples de Macareux cornus s'accouplent généralement dans des terriers sur les falaises, mais peuvent également se reproduire sur les plages ou se cachant derrière des débris de bois. L'accouplement peut avoir lieu en mer, généralement le matin ou le soir.

## Distribution et habitat

présence permanente
présence durant la saison de reproduction
présence en hiver

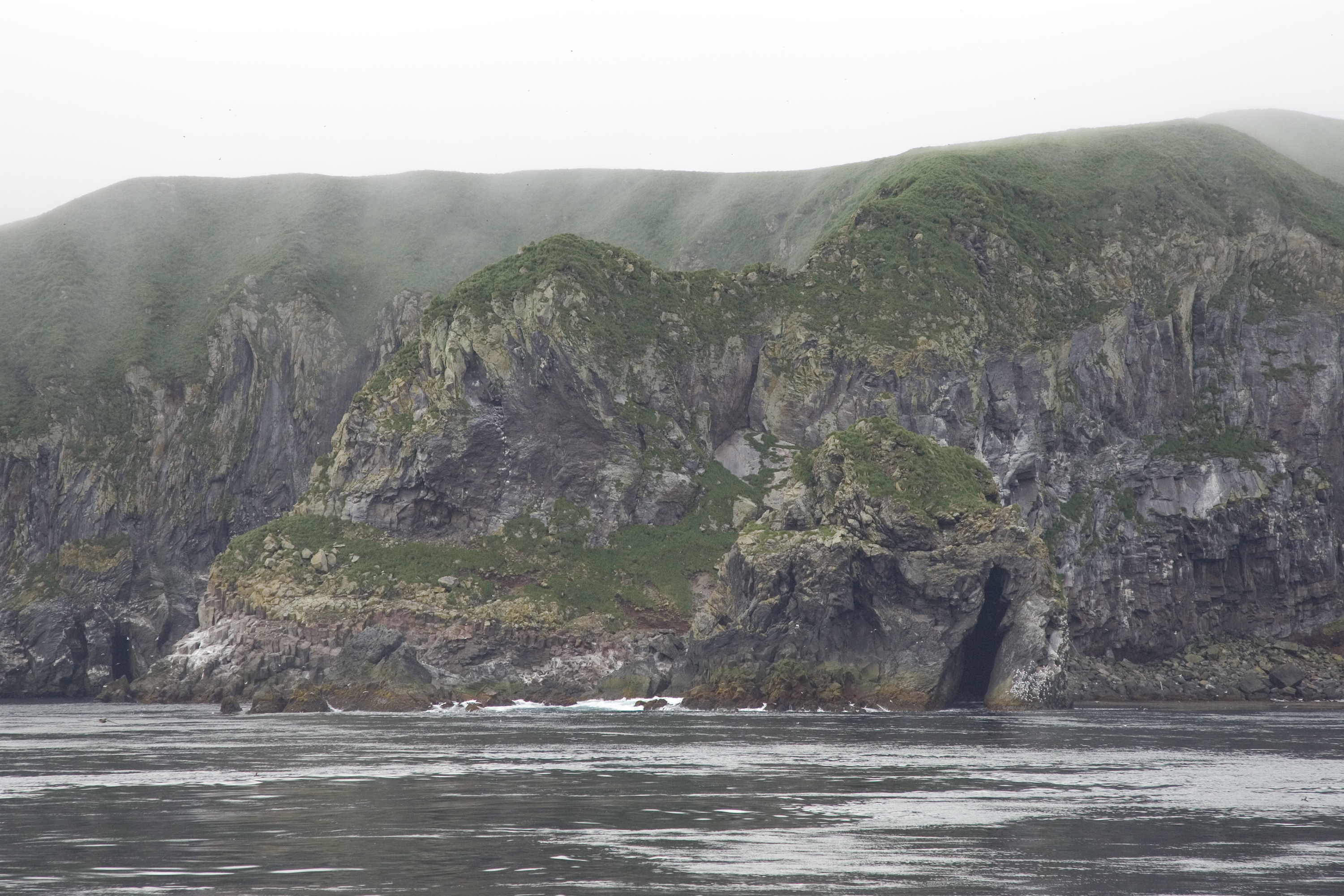
Falaises des îles Aléoutiennes, où l'on trouve de nombreuses colonies de Macareux cornus.

Le Macareux cornu est relativement commun dans son aire de répartition. Il est présent dans tout le nord de l'océan Pacifique, notamment au niveau des îles Shumagin de la mer de Béring, des côtes de Sibérie, du Kamtchatka et jusqu'à Sakhaline et aux Kouriles. Du côté de l'Amérique du Nord, on le retrouve au niveau des côtes ouest de l'Alaska et de la Colombie-Britannique, Haida Gwaii et des îles Aléoutiennes. On retrouve également des Macareux cornus dans les environs de la mer des Tchouktches et en particulier sur l'île Wrangel.
Des Macareux cornus ont été recensés jusqu'au sud du Japon, ainsi que sur les côtes de l'Oregon et de la Californie, bien que cela reste rare.
Fratercula corniculata n'est pas un oiseau migrateur, bien que l'espèce se disperse pendant l'hiver, en dehors de la période de reproduction.
Les Macareux cornus affectionnent les pentes rocheuses escarpées et les falaises pour y vivre. Au contraire des autres macareux, Fratercula corniculata ne creuse que peu ou pas de terriers, préférant les crevasses rocheuses ou des abris sous des amoncellements de rochers pour se protéger et vivre.
Dans certaines colonies, le Macareux cornu cohabite avec son proche cousin, le Macareux huppé (Fratercula cirrhata), leur répartition et leurs habitats étant similaires.

## Prédateurs et menaces

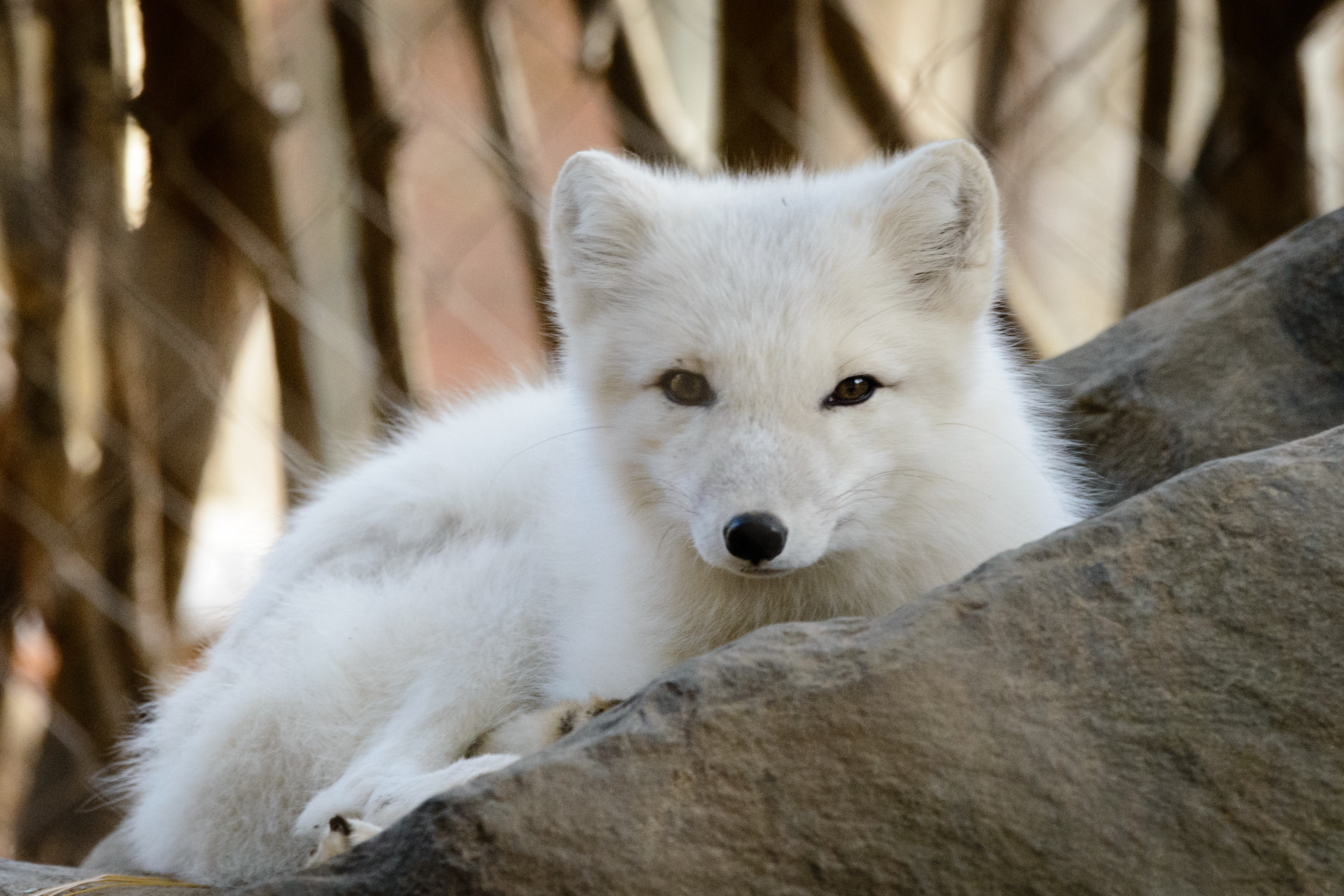
Un renard arctique, l'un des principaux prédateurs du Macareux cornu.

Les principaux prédateurs du Macareux cornu sont des espèces invasives introduites par l'Homme, comme le renard arctique, le renard roux ou le rat de Norvège, se nourrissant des Macareux cornus ainsi que de leurs œufs. Néanmoins, ces derniers étant mieux cachés que pour la plupart des autres oiseaux, ils souffrent de manière plus faible de cette prédation. D'autres prédateurs, ailés cette fois, comme le Goéland argenté (Larus argentatus), présentent également un danger pour les Fratercula corniculata, attaquant fréquemment les nids de ces derniers.
De plus, lors des tempêtes hivernales, de nombreux Macareux cornus sont retrouvés échoués sur les plages de Colombie-Britannique. Durant ces tempêtes, les conditions extrêmes les empêchent de se nourrir, les conduisant ainsi à mourir de faim,.
Les Macareux cornus sont également victimes de parasitisme de la part de cestodes, notamment Alcatenia fraterculae, qui parasite le duodénum de plusieurs espèces d'oiseaux marins.
Les Macareux cornus sont de plus très vulnérables pendant la période de mue, lors de laquelle sont remplacées leurs plumes primaires, les laisant temporairement dans l'incapacité de voler. Ils sont ainsi à la merci des tempêtes, des marées noires et des prédateurs.

## Protection et relation avec les humains

### Statut et conservation

#### Population

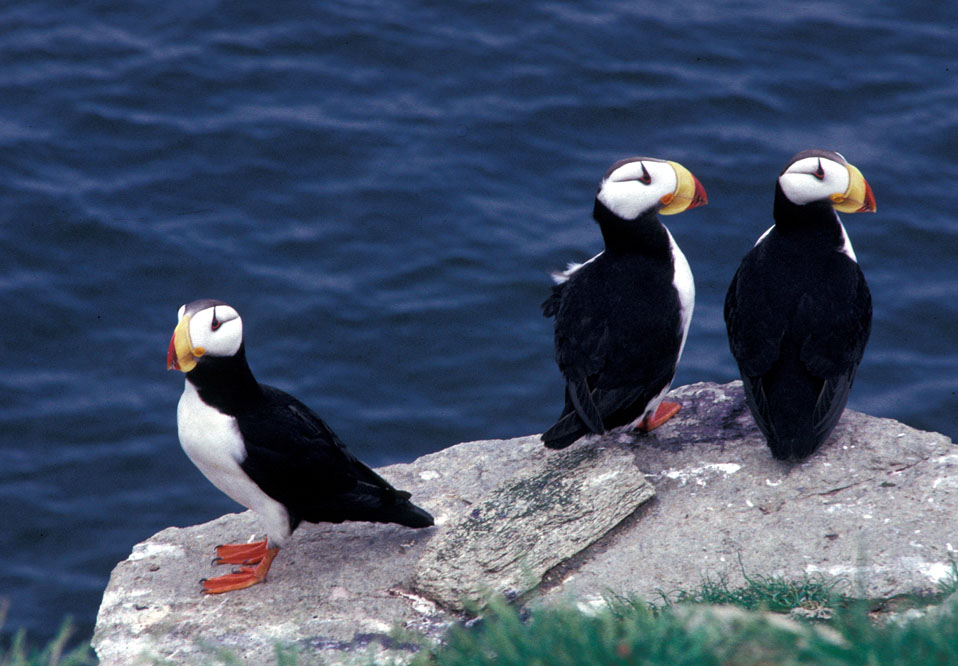
Trois Macareux cornus sur une falaise en Alaska.

On estime le nombre total de Macareux cornus à 1 200 000 spécimens. 300 000 d'entre eux sont situés en Asie, tandis que les 900 000 autres sont localisés en Amérique du Nord, avec une forte concentration dans la péninsule de l'Alaska, qui en regroupe 760 000. En Alaska, près de 250 000 spécimens de Fratercula corniculata sont répartis en 608 colonies différentes, la plus importante étant située sur l'île Suklik. On retrouve environ 92 000 Macareux cornus sur les îles Aléoutiennes, tandis que près de 300 000 spécimens sont situés sur les îles et les côtes de la mer d'Okhotsk. Au niveau de la mer des Tchouktches, on observe une colonie de 18 000 spécimens, soit la plus importante du secteur.
La plupart des Macareux cornus vivent et se reproduisent dans des colonies d'environ 1 000 couples, même si des colonies beaucoup plus volumineuses sont recensées.

#### Niveau de menace et protection
La population de Fratercula corniculata en Alaska a baissé de 79 % entre 1972 et 1998, diminution liée à la raréfaction de ses proies, à cause du changement du climat marin de l'océan Pacifique Nord. Le réchauffement climatique force également les Macareux cornus à changer leurs zones de reproduction et de nidification, conséquence de la réduction de zones enneigées.
Selon la liste rouge de l'UICN, la situation des Macareux cornus est jugée de « préoccupation mineure ». Afin de protéger les populations de Fratercula corniculata, plusieurs initiatives ont été mises en place en Alaska, dont l'aide au retrait d'espèces invasives comme le rat de Norvège, prédateur du Macareux cornu, la minimisation des fuites de pétrole dans les endroits proches des zones de nidification des macareux, ou encore la limitation au maximum les prises accessoires, touchant les Macareux cornus. Limiter les présences humaines dans les zones proches des lieux de vie des Macareux cornus est également fortement encouragé, afin de ne pas perturber et forcer un changement de lieu de nidification des volatiles. Les garde-côtes canadiens protègent depuis peu près de 11 000 kilomètres carrés d'océan, où se situent les zones de nidification des Fratercula corniculata, mais également d'autres oiseaux marins.

### Influences des actions humaines

#### Pollution

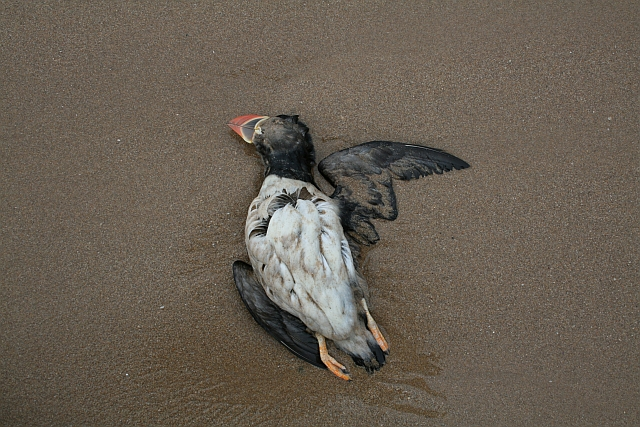
Un macareux moine mort, très proche cousin de Fratercula corniculata, échoué sur une plage.

Passant la saison hivernale en mer la plupart du temps, les macareux sont très sensibles aux catastrophes maritimes comme les marées noires. En effet, le plumage des macareux rempli de pétrole les rend plus vulnérables aux variations de température, déréglant leur système interne et diminuant leur flottabilité. De plus, si l'oiseau survit à son passage en mer, il s'empoisonne via les toxines sécrétées lors du lissage de son plumage, qui peut conduire à des inflammations des voies respiratoires, ainsi qu'à des dommages aux reins et au foie. Une stérilité peut également s'ensuivre. Le plus gros incident se situe à la suite de la marée noire de l'Exxon Valdez le 24 mars 1989, quand furent recensés plus de 160 Fratercula corniculata retrouvés morts.
Comme beaucoup d'autres oiseaux pélagiques, Fratercula corniuclata est un excellent bioindicateur, car il occupe plusieurs niveaux trophiques. En effet, les métaux lourds comme le mercure ou l'arsenic sont bioaccumulés dans les poissons, nourriture principale des Macareux cornus. Ainsi, il est possible de faire des mesures sur les œufs, les plumes ou les organes internes d'animaux échoués afin d'obtenir une indication sur le niveau de pollution marine. Des composés organochlorés ont également été retrouvés dans les œufs de Fratercula corniculata.
Des autopsies sur des oiseaux morts révèlent également de hauts taux de polychlorobiphényle (PCB), un polluant classé comme « cancérigène probable », ainsi que de pesticides organochlorés, considérés eux aussi comme cancérigènes et reprotoxiques. Ces composés étant facilement bioaccumulés par les poissons, les Macareux cornus y sont particulièrement exposés. De plus, ces composés pénètrent également facilement par les muqueuses, irritant celles des poumons et des intestins, ainsi que les barrières cutanées et placentaires.
Les Macareux cornus sont également victimes d'intoxication au plastique. En effet, l'ingestion de plastique, qu'elle soit directe ou via l'ingestion d'autres organismes en ayant consommé, conduit à la présence de phtalates au niveau des muscles des Macareux cornus et d'autres oiseaux pélagiques. Ces phtalates miment l'action des hormones et dérèglent ainsi les fonctions de reproduction de ces volatiles, y compris chez Fratercula corniculata.

#### Chasse et pêche

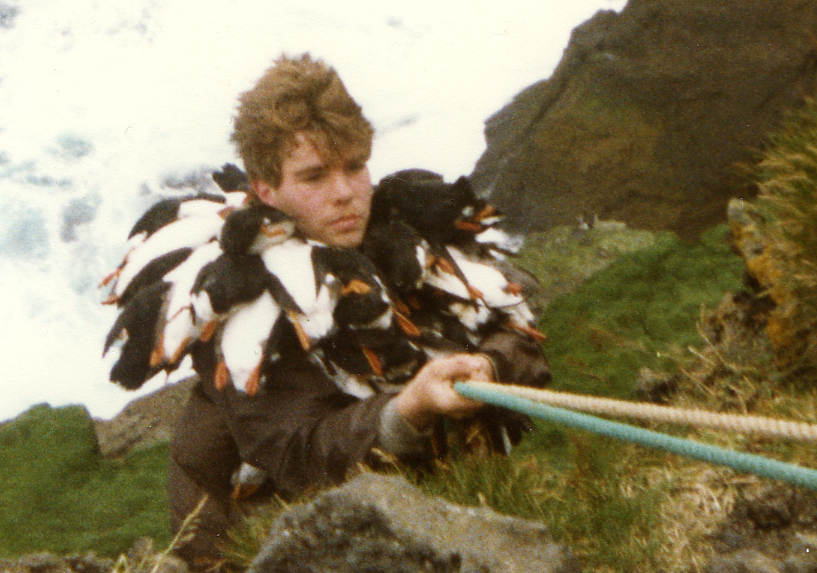
Un chasseur de Macareux moines en Islande.

Les Macareux cornus sont également victimes de la pêche intensive dans les eaux qu'ils fréquentent. En effet, entre les années 1950 et 1990, des dizaines de milliers de Fratercula corniculata furent pris dans les filets des chalutiers effectuant la pêche au large. Bien que se concentrant sur la seiche ou le saumon, cette méthode de pêche a entraîné la prise collatérale de nombreuses autres espèces, dont les Macareux cornus, notamment par des bateaux de pêche japonais. On parle alors de prise accessoire. Depuis les années 1990, les victimes collatérales de ce genre de pêche diminuent, du fait de la grande réduction de cette méthode de pêche, qui existe toujours. Lors des pêches côtières, la capture non volontaire de Macareux cornus existe, bien que de manière plus minime. Par exemple, en 2002, seuls quatorze spécimens furent capturés de la sorte.
Fratercula corniculata est également victime de chasse par les autochtones d'Alaska, qui l'utilisaient en tant que nourriture et s'en servaient pour leurs habits. En effet, leurs parkas étaient constituées de peau de Macareux cornus, les plumes étant à l'intérieur de la veste. Bien que cette pratique soit désormais illégale ou fortement déconseillée, les Macareux cornus et particulièrement leurs œufs sont toujours chassés pour la nourriture dans certaines régions, notamment près du détroit de Béring. Les chamans inuits utilisent également les becs de macareux dans leurs rites, ainsi que comme décorations dans leurs huttes.

#### Tourisme
Les colonies de Macareux cornus sont devenues des attractions touristiques au fil du temps. La présence humaine pouvant perturber les Macareux cornus et les forcer à changer leur lieu de nidification, les touristes peuvent observer les Fratercula corniculata depuis la mer.

### Philatélie
En philatélie, le Macareux cornu a été représenté sur un timbre des Nations unies ainsi que sur trois timbres émanant de deux états africains, la Tanzanie et la République centrafricaine, pour laquelle il est d'ailleurs incorrectement appelé « Macareux moine ».

## Taxinomie et étymologie
Le nom binominal de cette espèce, Fratercula, vient du latin médieval fratercula, « frère », le plumage des macareux ressemblant aux robes des moines. La première espèce de macareux découverte étant le macareux moine, les autres membres de la famille des Fratercula partagent ce nom, bien que n'y faisant pas référence dans le nom commun. Corniculata signifie « corniculé », où il y a présence d'une petite corne, en référence à la corne de chair noire située au-dessus de son œil.
Le terme « macareux » dériverait lui de la racine « makr », signifiant « tacheté » ou « bigarré » dans diverses langues européennes, le bec des macareux étant bigarré. Il pourrait également être à l'origine une déformation du mot « macreuse », représentant une autre espèce d'oiseau, qui était également appelé « macroule ». Les marins le croisant en mer surnommaient le Macareux cornu « perroquet de mer » ou « clown de mer ».
Selon le Congrès ornithologique international et Alan P. Peterson, aucune sous-espèce n'est reconnue.

## Galerie

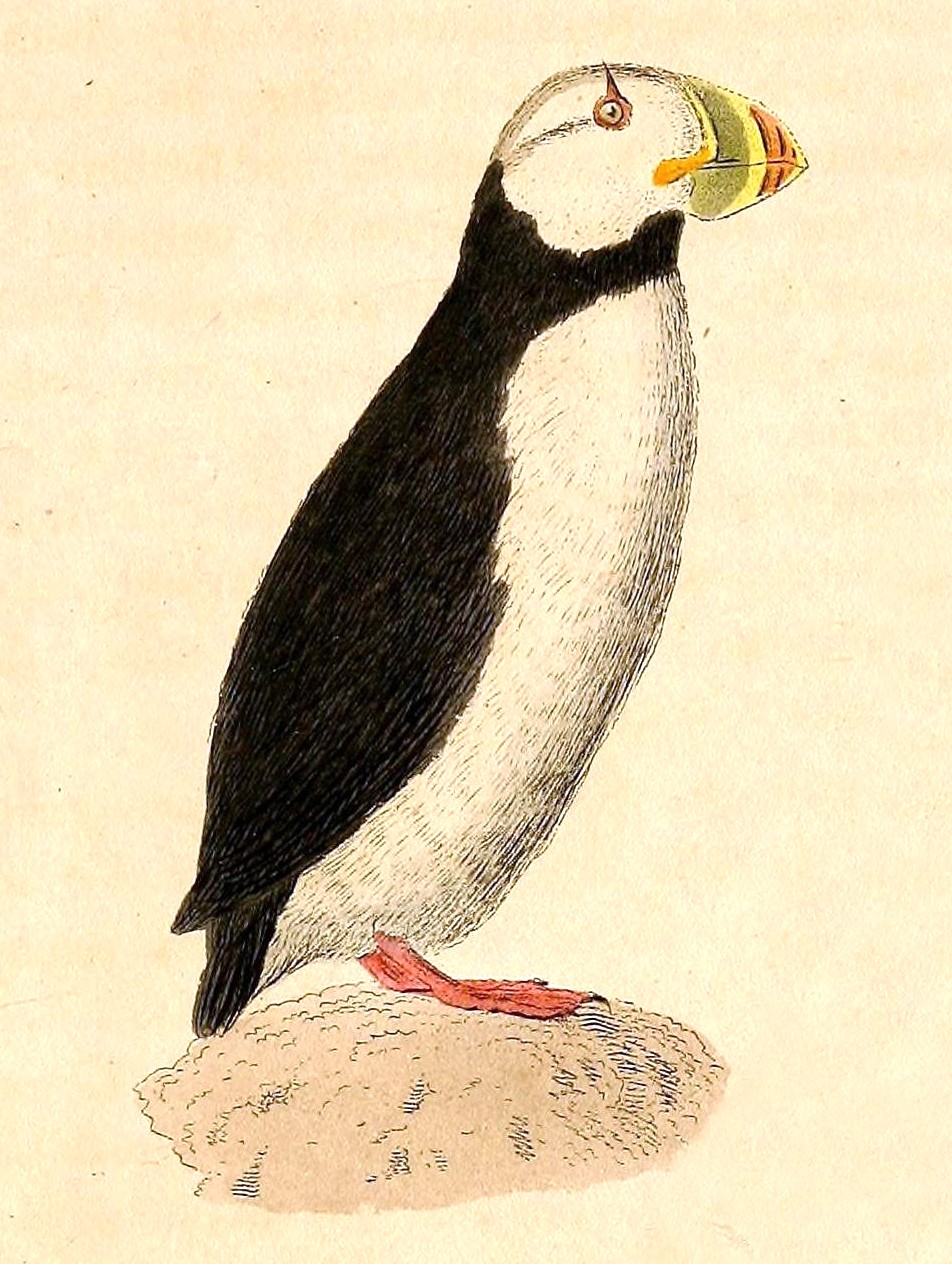
Dessin de 1832 représentant un Fratercula corniculata.
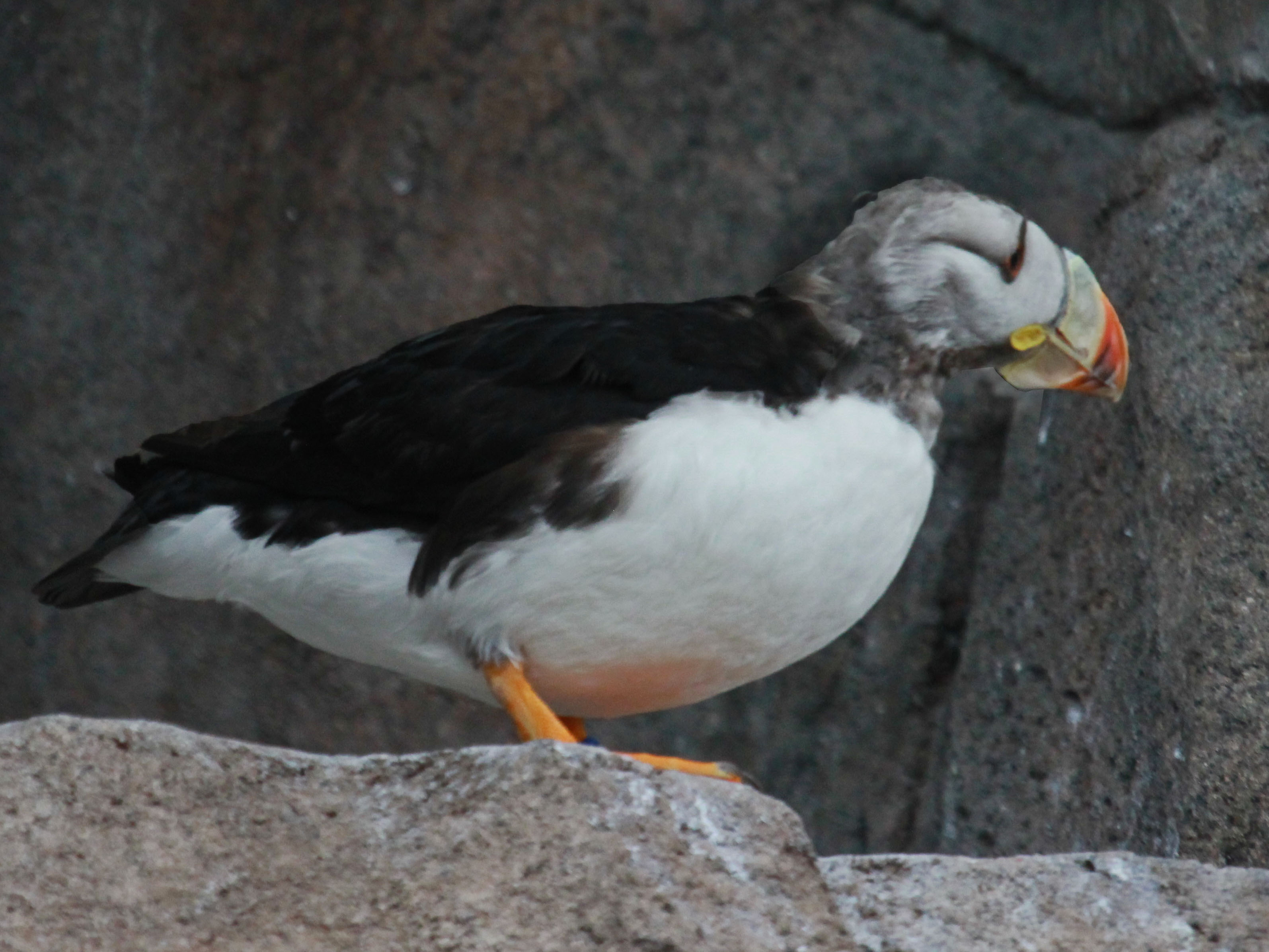
Un spécimen de Fratercula corniculata à la fin de l'été, en pleine mue, avec un bec plus petit et possédant des couleurs plus ternes, ainsi que des plumes plus cendrées.
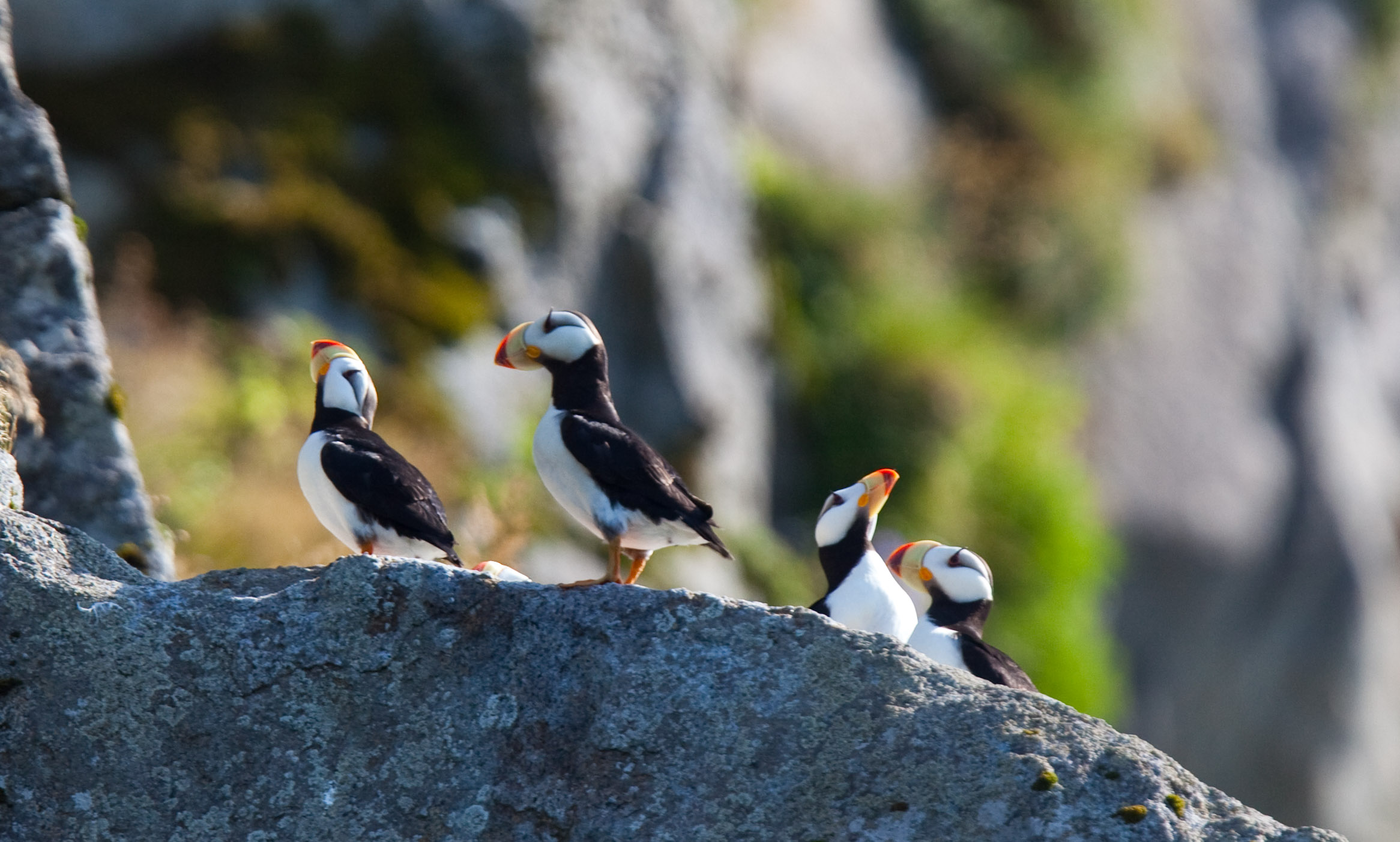
Plusieurs spécimens de Fratercula corniculata au parc national des Kenai Fjords, en Alaska.
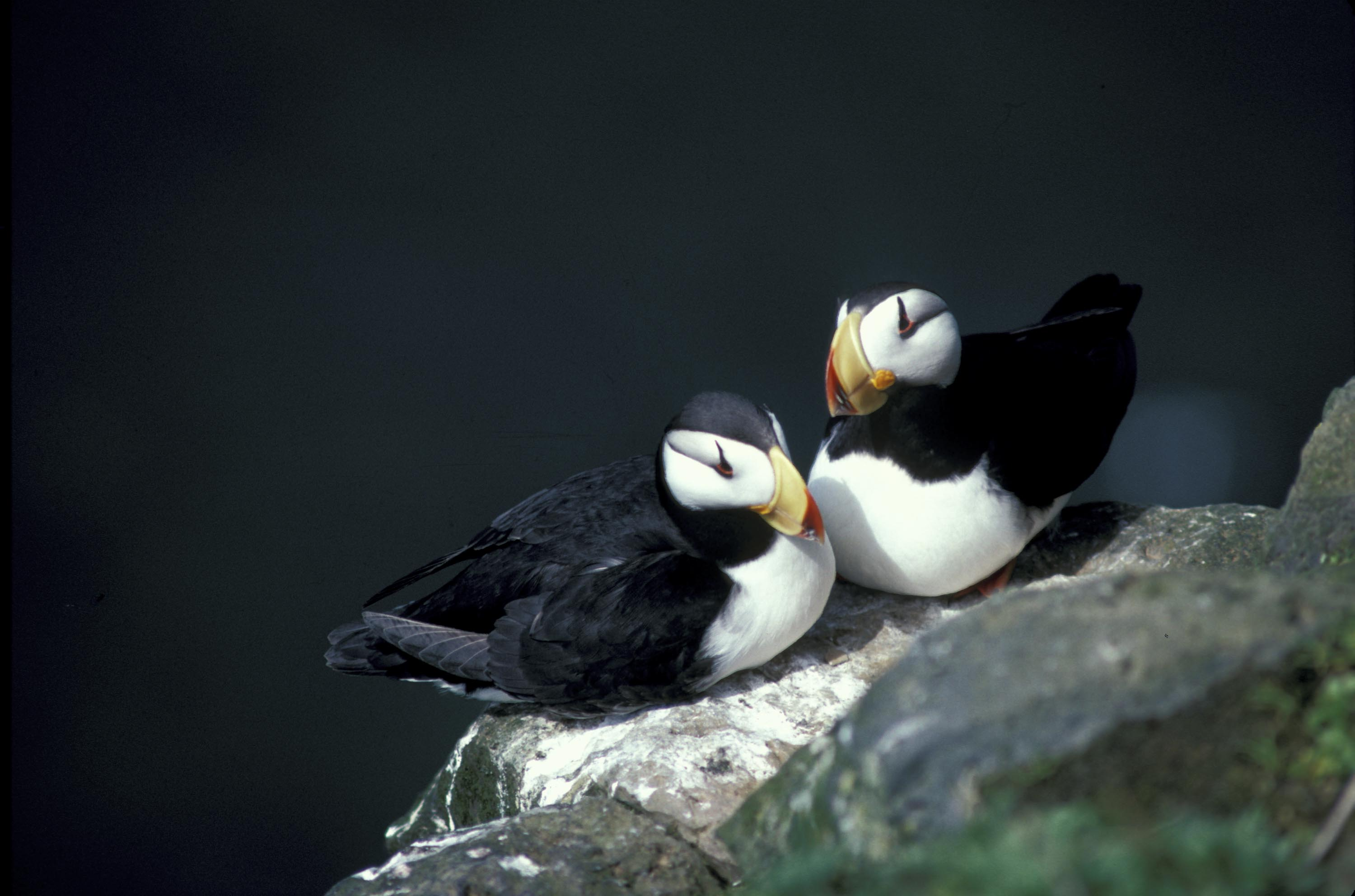
Un couple de Macareux cornus. On peut observer une absence de dimorphisme sexuel.
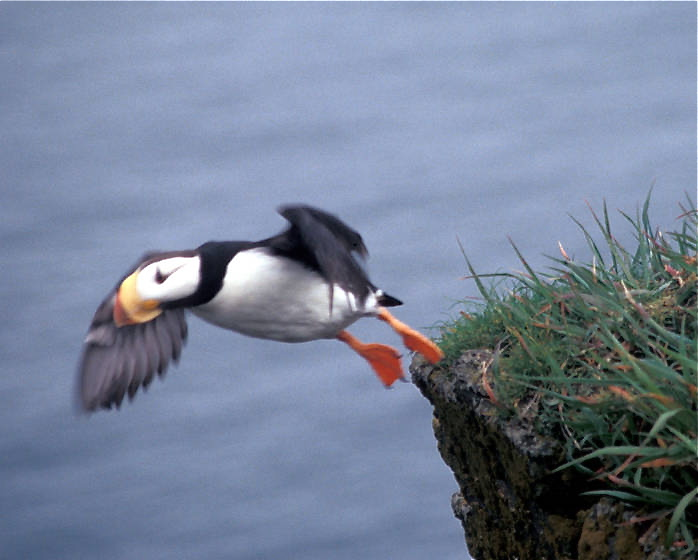
Un spécimen de Fratercula corniculata s'envolant d'une falaise.